# Chimarra adelphe
Chimarra adelphe är en nattsländeart som beskrevs av Roger J. Blahnik 1998. Chimarra adelphe ingår i släktet Chimarra och familjen stengömmenattsländor. Inga underarter finns listade i Catalogue of Life.